# Pseudo-Aristotelés
Pseudo-Aristotelés je označení pro skupinu autorů, jejichž spisy byly v antice nebo ve středověku připisovány Aristotelovi, pozdější bádání se však kloní k názoru, že jsou nepravé.
Jelikož Aristotelés patřil k nejznámějším autorům antického Řecka a vyjadřoval se k téměř všem tehdejším vědecky zkoumaným tématům, je pravděpodobné, že sepsal více spisů, než kolik jich známe. Proto mu bylo připsáno také množství neautentických spisů (pseudepigrafie), což těmto spisům přineslo vážnost a autoritu. V těchto pseudo-aristotelských spisech jsou zastoupeny částečně i názory, které se silně liší od Aristotelových. Těmi došlo ke zkreslení obrazu Aristotelovy osobnosti i učení.

## Zajímavosti
Mezi zajímavé údaje, vycházející z těchto textů, patří například zmínka o uctívání zkamenělých stop (pravděpodobně dinosauřích), o kterých se obyvatelé starověké jižní Itálie domnívali, že mohly patřit mytickému Héraklovi.

## Některé spisy
- Athénaión politeia (O athénské ústavě) - sporný spis
- Oikonomika (O domácím hospodaření)
- Problemata physica, sbírka 890 problémů z různých oblastí; latinský překlad měl ve středověku velký vliv
- Liber de causis, vlivné arabské shrnutí novoplatónských nauk
- De mundo (O světě)
- De pomo (O jablku)
- De coloribus (O barvách)
- De lapidibus (O kamenech)
- Physiognomonica
- De plantis (O rostlinách), patrně dílo Mikuláše z Damašku
- De virtute (O ctnosti)
- Secretum secretorum (Tajemství všech tajemství), sbírka údajných rad pro Alexandra Velikého
- Rhetorica ad Alexandrum (Rétorika pro Alexandra)
- Divisiones (řecky Diaireseis), o nadřazených a podřazených pojmech
- Quaestiones mechanicae, významné pro rozvoj mechaniky v renesanci.